# David Winkler (Skispringer)
David Winkler (* 27. Juni 1989) ist ein deutscher Skispringer und früherer Nordischer Kombinierer und lebt in Winterberg.

## Werdegang
Ab 2004 startete Winkler in der Nordischen Kombination. 2004 wurde er Deutscher Schülermeister und gewann die OPA-Spiele. Ein Jahr später wurde er zweifacher Deutscher Jugendmeister und Deutscher Vize-Jugendmeister im Spezialspringen. Im September 2005 belegte Winkler in Winterberg den fünften Platz im Alpencup.
Ab September 2006 wechselte er von der nordischen Kombination zum Skispringen. Er startete unter anderem bei FIS-Rennen, im FIS Cup, dem Alpencup, im Deutschlandpokal und im Continental Cup. Im Jahr 2009 und 2011 holte er den Sieg in der Gesamtwertung im Deutschlandpokal. Sein bisher bestes internationales Ergebnis erzielte er am 30. Juli 2011 beim Continental Cup im französischen Courchevel mit Platz fünf. Zum ersten Mal startete er beim Sommer-Grand-Prix 2011 in Almaty und in Klingenthal, wurde 18. und 16. und in der Gesamtwertung 54. Am 30. Dezember 2011 gab Winkler sein Weltcup-Debüt zum Auftakt der Vierschanzentournee in Oberstdorf. Bei der zweiten Station zum Neujahrsspringen in Garmisch-Partenkirchen schaffte er die Qualifikation nicht. Nach zwei Stationen beendete er die Vierschanzentournee-Gesamtwertung mit dem 65. Platz.

## Statistik

### Grand-Prix Platzierungen
| Saison | Platz | Punkte |
| ------ | ----- | ------ |
| 2011   | 54.   | 28     |